# Harold Scheub
Harold E. Scheub (geb. 26. August 1931 in Gary (Indiana); gest. 16. Oktober 2019) war ein US-amerikanischer Afrikanist. Er war Evjue-Bascom Professor of Humanities am Department of African Languages and Literature (jetzt das Department of African Cultural Studies) an der University of Wisconsin-Madison. Er ist vor allem für seine Arbeiten zur Sammlung der mündlichen Literatur und Folklore im südlichen Afrika bekannt. 
Um mündliche Überlieferungen aufzuzeichnen, wanderte er mehr als 6000 Meilen durch Südafrika, Swasiland, Simbabwe und Lesotho.
Er veröffentlichte mehr als zwei Dutzend Bücher und mehr als 70 Artikel, darunter ein Nachschlagewerk zur afrikanischen Mythologie, das unter dem Titel A dictionary of African mythology: the mythmaker as storyteller erschien.

## Publikationen
- Bibliography of African oral narratives, 1971
- African images, 1972
- (Einführung und Komm.) Tales from Southern Africa. Transl. and retold by A. C. Jordan. Foreword by Z. Pallo Jordan. Introd. and commentaries by Harold Scheub. Illustrations by Feni Dumile. Univ. of California Press, Berkeley (usw.), 1973, ISBN 0520019113, ISBN 9780520019119
- The Xhosa Ntsomi, 1975
- African oral narratives, proverbs, riddles, poetry, and song, 1977
- Story, 1988
- The African storyteller: stories from African oral traditions, 1990
- (mit Nongenile Masithathu Zenani) The world and the word: tales and observations from the Xhosa oral tradition, 1992
- The tongue is fire: South African storytellers and apartheid, 1996
- A dictionary of African mythology: the mythmaker as storyteller, 2000
- The poem in the story: music, poetry, and narrative, 2002
- African tales, 2005
- The uncoiling python: South African storytellers and resistance, 2010
- Trickster and hero: two characters in the oral and written traditions of the world, 2012